# Marshallplanen
Marshallplanen (engelsk European Recovery Program, ERP) var et amerikansk hjælpeprogram rettet mod Europa, som blev sat i gang efter 2. verdenskrig. Initiativet fik navn efter den amerikanske udenrigsminister George Marshall, og var i stor udstrækning udarbejdet af embedsmænd i udenrigsministeriet, specielt William L. Clayton og George F. Kennan.
Planen var en opfølgning af Trumandoktrinen med støtte af økonomiske midler. USA's politikere havde den opfattelse, at økonomisk krise gav grobund for kommunisme. Et stærkt, samlet og genopbygget Vesteuropa ville derimod være en militær modvægt mod Sovjetunionen, og svække kommunistpartiernes indflydelse i de enkelte lande. Ydermere var tanken bag Marshallhjælpen, at USA selv kunne undgå en økonomisk krise, da de var afhængig af at handle hos deres europæiske handelspartnere. Der var altså såkaldt interdependens mellem Europa og USA.
Derfor tilbød USA's udenrigsminister George Marshall i 1947 de europæiske lande økonomisk hjælp til genopbygningen efter krigen. Europa havde store problemer efter verdenskrigen: Produktion og handel lå i ruiner. Og i foråret 1947 var det tydeligt, at de vesteuropæiske landes dollarreserver var i færd med at tømmes. Modtagerlandene skulle til gengæld samles i et økonomisk samarbejde, OEEC, Organisation for European Economic Co-operation, i 1948. Det blev i 1961 udvidet til også at omfatte ikke-europæiske lande, og fik navnet OECD, Organisation for Economic Co-operation and Development.
Som led i problemerne omkring delingen af Tyskland, fik Sovjetunionen og de østeuropæiske lande også tilbuddet, men takkede nej af frygt for at USA ville få stor indflydelse på de pågældende lande. Afslaget betød et markant forskel mellem øst og vest.
| Land                  | 1948/49 (mio. $) | 1949/50 (mio.$) | 1950/51 (mio. $) | I ALT (mio.$) |
| --------------------- | ---------------- | --------------- | ---------------- | ------------- |
| Belgien og Luxembourg | 195              | 222             | 360              | 777           |
| Danmark               | 103              | 87              | 195              | 385           |
| Frankrig              | 1.085            | 691             | 520              | 2.296         |
| Grækenland            | 175              | 156             | 45               | 366           |
| Holland               | 471              | 302             | 355              | 1.128         |
| Irland                | 88               | 45              | 0                | 133           |
| Island                | 6                | 22              | 15               | 43            |
| Italien og Trieste    | 594              | 405             | 205              | 1.204         |
| Norge                 | 82               | 90              | 200              | 372           |
| Portugal              | 0                | 0               | 70               | 70            |
| Schweiz               | 0                | 0               | 250              | 250           |
| Sverige               | 39               | 48              | 260              | 347           |
| Storbritannien        | 1.316            | 921             | 1.060            | 3.297         |
| Tyrkiet               | 28               | 59              | 50               | 137           |
| Vesttyskland          | 510              | 438             | 500              | 1.448         |
| Østrig                | 232              | 166             | 70               | 468           |
| Total                 | 4.924            | 3.652           | 4.155            | 12.731        |